# Tour méditerranéen 2011
La 38e édition de la course cycliste par étapes Tour méditerranéen a lieu du  9 au 13 février 2011. La course fait partie de l'UCI Europe Tour 2011, en catégorie 2.1. La victoire est revenue au Français David Moncoutié (Cofidis), vainqueur de la dernière étape.

## Équipes présentes
[PDF] Liste de départ
| N.    | Équipe            |
| ----- | ----------------- |
| 1-8   | Team Sky          |
| 11-19 | AG2R La Mondiale  |
| 21-29 | Europcar          |
| 31-38 | Cofidis           |
| 41-48 | Saxo Bank-SunGard |
| 51-58 | FDJ               |
| 61-68 | Team Katusha      |
| 71-80 | Garmin-Cervélo    |
| 81-88 | Acqua & Sapone    |
| 91-98 | Endura Racing     |

| N.      | Équipe                  |
| ------- | ----------------------- |
| 101-110 | Bretagne-Schuller       |
| 111-117 | Skil-Shimano            |
| 122-128 | Miche                   |
| 131-138 | Movistar                |
| 141-148 | Vacansoleil-DCM         |
| 151-159 | VC La Pomme Marseille   |
| 161-168 | Saur-Sojasun            |
| 171-180 | Big Mat-Auber 93        |
| 181-188 | Roubaix Lille Métropole |

## Classements des étapes
| #         | Date       | Parcours                         | km    | Vainqueur d'étape | Leader du général |
| --------- | ---------- | -------------------------------- | ----- | ----------------- | ----------------- |
| 1re étape | 9 février  | Maubec-Coustellet > Pertuis      | 109   | Thomas Voeckler   | Thomas Voeckler   |
| 2e étape  | 10 février | Saint Cannat > Rousset           | 118   | Romain Feillu     | Thomas Voeckler   |
| 3e étape  | 11 février | Carnoux-en-Provence > La Farlede | 128,8 | Romain Feillu     | Romain Feillu     |
| 4e étape  | 12 février | La Londe-les-Maures > Biot       | 155   | Romain Feillu     | Romain Feillu     |
| 5e étape  | 13 février | Biot > Toulon (Mont Faron)       | 185   | David Moncoutié   | David Moncoutié   |

## Classement général final
| Pos | Coureur                | Équipe      |                  | Temps |                  |
| --- | ---------------------- | ----------- | ---------------- | ----- | ---------------- |
| 1   | David Moncoutié        | France      | Cofidis          | en    | 16 h 48 min 36 s |
| 2   | Jean-Christophe Péraud | France      | AG2R La Mondiale | +     | 11 s             |
| 3   | Wout Poels             | Pays-Bas    | Vacansoleil-DCM  |       | 24 s             |
| 4   | Andrew Talansky        | États-Unis  | Garmin-Cervélo   |       | 28 s             |
| 5   | Morris Possoni         | Italie      | Team Sky         |       | 33 s             |
| 6   | Thomas Voeckler        | France      | Europcar         |       | 35 s             |
| 7   | David López García     | Espagne     | Movistar         |       | 37 s             |
| 8   | Fabrice Jeandesboz     | France      | Saur-Sojasun     |       | 40 s             |
| 9   | Steve Cummings         | Royaume-Uni | Team Sky         |       | 40 s             |
| 10  | Pierre Rolland         | France      | Europcar         |       | 40 s             |

## Les étapes

### 1reétape
|   | Coureur            | Pays   | Équipe                |    | Temps           |
| - | ------------------ | ------ | --------------------- | -- | --------------- |
| 1 | Thomas Voeckler    | France | Europcar              | en | 2 h 41 min 04 s |
| 2 | Laurent Mangel     | France | Saur-Sojasun          | +  | m.t.            |
| 3 | Thomas Vaubourzeix | France | VC La Pomme Marseille |    | m.t.            |

|   | Coureur            | Pays   | Équipe                |    | Temps           |
| - | ------------------ | ------ | --------------------- | -- | --------------- |
| 1 | Thomas Voeckler    | France | Europcar              | en | 2 h 40 min 54 s |
| 2 | Laurent Mangel     | France | Saur-Sojasun          | +  | 4 s             |
| 3 | Thomas Vaubourzeix | France | VC La Pomme Marseille |    | 6 s             |

### 2eétape
|   | Coureur           | Pays   | Équipe          |    | Temps           |
| - | ----------------- | ------ | --------------- | -- | --------------- |
| 1 | Romain Feillu     | France | Vacansoleil-DCM | en | 2 h 50 min 16 s |
| 2 | Davide Appollonio | Italie | Team Sky        | +  | m.t.            |
| 3 | Danilo Napolitano | Italie | Acqua & Sapone  |    | m.t.            |

|   | Coureur         | Pays   | Équipe          |    | Temps           |
| - | --------------- | ------ | --------------- | -- | --------------- |
| 1 | Thomas Voeckler | France | Europcar        | en | 5 h 31 min 10 s |
| 2 | Romain Feillu   | France | Vacansoleil-DCM | +  | 3 s             |
| 3 | Laurent Mangel  | France | Saur-Sojasun    |    | 4 s             |

### 3eétape
|   | Coureur            | Pays        | Équipe                |    | Temps           |
| - | ------------------ | ----------- | --------------------- | -- | --------------- |
| 1 | Romain Feillu      | France      | Vacansoleil-DCM       | en | 3 h 00 min 06 s |
| 2 | Yauheni Hutarovich | Biélorussie | La Française des jeux | +  | m.t.            |
| 3 | Alexander Porsev   | Russie      | Team Katusha          |    | m.t.            |

|   | Coureur         | Pays   | Équipe          |    | Temps           |
| - | --------------- | ------ | --------------- | -- | --------------- |
| 1 | Romain Feillu   | France | Vacansoleil-DCM | en | 8 h 31 min 09 s |
| 2 | Thomas Voeckler | France | Europcar        | +  | 7 s             |
| 3 | Laurent Mangel  | France | Saur-Sojasun    |    | 11 s            |

### 4eétape
|   | Coureur           | Pays    | Équipe            |    | Temps           |
| - | ----------------- | ------- | ----------------- | -- | --------------- |
| 1 | Romain Feillu     | France  | Vacansoleil-DCM   | en | 3 h 53 min 33 s |
| 2 | Davide Appollonio | Italie  | Team Sky          | +  | m.t.            |
| 3 | Daniel Martin     | Irlande | Garmin-Slipstream |    | m.t.            |

|   | Coureur           | Pays   | Équipe          |    | Temps            |
| - | ----------------- | ------ | --------------- | -- | ---------------- |
| 1 | Romain Feillu     | France | Vacansoleil-DCM | en | 12 h 24 min 32 s |
| 2 | Davide Appollonio | Italie | Team Sky        | +  | 18 s             |
| 3 | Thomas Voeckler   | France | Europcar        |    | 21 s             |

### 5eétape
|   | Coureur                | Pays     | Équipe           |    | Temps           |
| - | ---------------------- | -------- | ---------------- | -- | --------------- |
| 1 | David Moncoutié        | France   | Cofidis          | en | 4 h 23 min 40 s |
| 2 | Jean-Christophe Péraud | France   | AG2R La Mondiale | +  | 7 s             |
| 3 | Wout Poels             | Pays-Bas | Vacansoleil-DCM  |    | 18 s            |

|   | Coureur                | Pays     | Équipe           |    | Temps            |
| - | ---------------------- | -------- | ---------------- | -- | ---------------- |
| 1 | David Moncoutié        | France   | Cofidis          | en | 16 h 48 min 36 s |
| 2 | Jean-Christophe Péraud | France   | AG2R La Mondiale | +  | 11 s             |
| 3 | Wout Poels             | Pays-Bas | Vacansoleil-DCM  |    | 24 s             |

## Évolutions des classements
| Étape            | Vainqueur        | Classement général | Classement par points | Classement de la montagne | Classement du meilleur jeune | Classement par équipes |
| ---------------- | ---------------- | ------------------ | --------------------- | ------------------------- | ---------------------------- | ---------------------- |
| 1                | Thomas Voeckler  | Thomas Voeckler    | Thomas Voeckler       | Rémi Pauriol              | Thomas Vaubourzeix           | FDJ                    |
| 2                | Romain Feillu    | Thomas Voeckler    | Romain Feillu         | Rémi Pauriol              | Thomas Vaubourzeix           | VC La Pomme Marseille  |
| 3                | Romain Feillu    | Romain Feillu      | Romain Feillu         | Rémi Pauriol              | Thomas Vaubourzeix           | VC La Pomme Marseille  |
| 4                | Romain Feillu    | Romain Feillu      | Romain Feillu         | Rémi Pauriol              | Davide Appollonio            | Saur-Sojasun           |
| 5                | David Moncoutié  | David Moncoutié    | Romain Feillu         | Rémi Pauriol              | Wout Poels                   | Cofidis                |
| Classement final | Classement final | David Moncoutié    | Romain Feillu         | Rémi Pauriol              | Wout Poels                   | Cofidis                |